# Oksana Fëdorova
Oksana Gennad'evna Fëdorova (in russo Оксана Геннадьевна Фёдорова?; Pskov, 17 settembre 1977) è una modella e cantante russa, Miss Universo 2002.

## Biografia

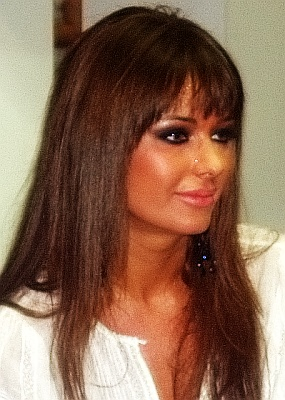
Fedorova nel 2008

Fëdorova è nata a Pskov da Gennadij Fëdorov, un fisico nucleare, ed Elena Fëdorova (nata Trofimovič), un'infermiera psichiatrica. I suoi genitori divorziarono quando lei aveva tre anni e suo padre lasciò la famiglia. È cresciuta come figlia unica ed è stata allevata dalla madre e dai nonni materni. Dal 1985 al 1995 ha frequentato il liceo di Pskov, è stata capitano della squadra di pallavolo e ha imparato a suonare la chitarra mentre era a scuola.
Ex ispettrice di polizia, Fëdorova fu la prima Miss Russia a ottenere anche il titolo di Miss Universo. Come modella partecipò a numerosi concorsi di bellezza locali e fu eletta Miss Pietroburgo e Miss Kalokagathia nel 1999, Miss Fitness, Miss Fortune e infine Miss Russia nel 2001. Vinse il titolo di Miss Universo 2002 con uno dei punteggi più alti mai registrati nella storia del concorso (9,88 su 10), ma vi rinunciò ufficialmente in quanto non in grado di conciliare gli impegni di Miss Universo con i suoi studi di giurisprudenza.
In seguito Fëdorova ha intrapreso la carriera di conduttrice televisiva, presentando dal 2002 Spokoinoi Nochi, Malyshi (Buona notte, bambini), un popolare programma per bambini.
Tra le altre trasmissioni conduzioni si cita il reality show Fort Boyard (2003), Subbotnik (2004) e, nel 2009, Subbotnij večer (Sabato sera), entrambi su Rossija 1.
Per tale canale ha dato conto nel 2008, 2010 e 2012, dei voti assegnati in finale dalla Russia all'Eurovision Song Contest. Ripresa la carriera in polizia, fu promossa capitano nel 2002 e maggiore nel 2005.

## Vita privata
Fedorova è una cristiana ortodossa russa. Nel 2007, ha sposato il modello tedesco Philip Toft a Monaco di Baviera. Hanno divorziato nel 2010. Nel 2011, Fedorova ha sposato Andrey Borodin, un ufficiale del KGB, membro dell'amministrazione presidenziale della Russia e vicepresidente della Federazione russa di pugilato. Fedorova e Borodin hanno due figli insieme; un figlio nato nel 2012 e una figlia nata nel 2013.